# Шемчук Петро Михайлович
Петро́ Миха́йлович Шемчу́к (нар. 10 липня 1991 — пом. 8 лютого 2015) — лейтенант Збройних сил України, учасник російсько-української війни.

## Короткий життєпис
Коли надійшла повістка, не ховався та не відкуплювався.
Командир взводу, 3-й окремий танковий батальйон «Звіробій».
Загинув 8 лютого 2015-го під мінометним обстрілом поблизу Авдіївки, намагаючись врятувати танк та витягнути тіло полеглого побратима — старшини Олександра Олійника, який напередодні загинув. Тоді ж з лейтенантом Шемчуком загинув старший сержант Віктор Арабський, Руслан Лебейчук та Руслан Степовий встигли відповзти.
Вдома лишилася мама. Похований в с. Чепелівка. В останню дорогу Героя тисячі красилівчан проводжали коридором пам'яті із свічками та лампадками на колінах та з вигуками «Герої не вмирають».

## Нагороди
За особисту мужність і героїзм, виявлені у захисті державного суверенітету та територіальної цілісності України, вірність військовій присязі під час російсько-української війни
- нагороджений орденом Богдана Хмельницького ІІІ ступеня (4.6.2015, посмертно)[1]

## Вшанування пам'яті
В с. Чепелівка ім'я вояка носить «Чепелівська загальноосвітня школа І-ІІІ ступенів імені Петра Шемчука».